# George Pollock
George Pollock (Leicester, 27 marzo 1907 – Thanet, 22 dicembre 1979) è stato un regista inglese.

## Biografia
La sua carriera nel mondo del cinema ebbe inizio a metà degli anni trenta come aiuto regista di Arthur B. Woods in Rhythm in the Air. Nei successivi venti anni affiancò nella direzione di circa trenta film registi di prestigio, tra i quali va menzionato il due volte premio Oscar David Lean in Breve incontro (1945), L'amore segreto di Madeleine (1950) e in Le avventure di Oliver Twist (1948).
Dopo una lunga gavetta, fece il suo esordio alla regia con Stranger in Town (1957). La sua carriera di regista è legata ad Agatha Christie e ad uno dei suoi personaggi più famosi, Miss Marple. Diresse quattro pellicole con protagonista la famosa vecchietta investigatrice interpretata da Margaret Rutherford in Assassinio sul treno (1961), Assassinio al galoppatoio (1963), Assassinio sul palcoscenico (1964) e Assassinio a bordo (1964). La sua ultima regia lo vide impegnato in Dieci piccoli indiani (1965), anch'esso tratto da un giallo della Christie, film che segnò il suo ritiro dalle scene cinematografiche.

## Filmografia parziale

### Regista
- Stranger in Town (1957)
- Rooney (1958)
- Assassinio sul treno (1961)
- Omicidio al Green Hotel (1962)
- Assassinio al galoppatoio (1963)
- Assassinio sul palcoscenico (1964)
- Assassinio a bordo (1964)
- Dieci piccoli indiani (1965)